# Liolaemus josephorum
Liolaemus josephorum är en ödleart som beskrevs av  Nüñez 200. Liolaemus josephorum ingår i släktet Liolaemus och familjen Tropiduridae. IUCN kategoriserar arten globalt som otillräckligt studerad. Inga underarter finns listade i Catalogue of Life.